# Нація і держава
«Нація і Держава» — газета, яку видає Конгрес Українських Націоналістів
Засновник та шеф-редактор: Степан Брацюнь
Редакційна колегія: Іван Головацький, Ярослав Радевич-Винницький.
Передплатний індекс 09715.
У газеті, окрім інформації про діяльність партії, друкуються аналітичні матеріали на гуманітарну та соціально-економічну тематику, історичні матеріали. Певний час у складі редакційної колегії журналу працював відомий український науковець, письменник, історик і громадський діяч Іван Белебеха.
У часописі публікуються Євген Сверстюк, Василь Овсієнко, Олег Чорногуз, Володимир Сергійчук, Марія Базелюк, Роман Круцик, Василь Шпіцер, Мирослав Мамчак, Степан Семенюк, Микола Білий та інші.
У грудні 2010 у Бібліотеці української літератури в Москві був проведений обшук. У прес-службі Головного управління МВС Росії по Центральному федеральному округу уточнили, що у бібліотеці зберігаються антиросійські матеріали, зокрема офіційний друкований орган Конгресу українських націоналістів (КУН) — газета «Нація і держава».